# Kipti (Chernígov)
Kipti (ucraniano: Кі́пті) es un municipio rural de Ucrania perteneciente al raión de Chernígov de la óblast de Chernígov.
En 2020, el territorio del actual municipio tenía una población de unos ocho mil habitantes, de los que unos setecientos vivían en el propio pueblo de Kipti y el resto repartidos en dieciocho pedanías. El municipio se formó en 2015 mediante la fusión de los consejos rurales de Kipti (que hasta entonces no tenía pedanías), Vovchok, Novi Shliaj, Olbyn, Pidlisne y Progrés, a los que se añadieron Krasýlivka, Nádynivka, Jreshchate y Chémer en 2020. Además de esas diez localidades rurales, pertenecen al actual municipio otras nueve: Rózivka, Bórsukiv, Dýmerka, Sávynka, Samílivka, Haiové, Shpakiv, Kopachiv, y Halchyn. Hasta 2020, esta área formaba parte del raión de Kozélets.
Se conoce la existencia de la localidad desde el siglo XVII, cuando era un jútor. La actual localidad aparece como un pueblo en documentos desde 1708. En sus primeros años, este pueblo se llamaba "Koptev" (Коптевъ) y estaba vinculado al regimiento cosaco de Kiev.
Se ubica unos 20 km al norte de Kozelets, sobre la carretera E95 que une Kiev con Chernígov. Al este de Kipti sale de la E95 la carretera E101, que lleva a Rusia a través de Hlújiv.